# Austroniscus chelus
Austroniscus chelus là một loài chân đều trong họ Nannoniscidae. Loài này được Kaiser & Brandt miêu tả khoa học năm 2007.